# Crying
『Crying』（クライング）は、スターダストレビュー54枚目のシングル。2012年11月21日に発売された。DVD付初回限定盤と通常盤の2形態で発売。

## 収録曲
全曲 作曲：根本要

### CD
1. Crying
作詞：根本要
編曲：添田啓二
テレビ東京系『水曜ミステリー9』エンディング・テーマ
2. 恋人のままで〜Autumn Love〜（Piano Version）
作詞：林紀勝
3. Crying（Back Track）

### DVD
（初回限定盤のみ） 
1. Crying（ミュージック・ビデオ）
2. Crying（ミュージック・ビデオ・メイキング映像）